# Margit Pörtner
Margit Elisabeth Pörtner (* 16. Februar 1972 in Hørsholm; † 26. April 2017) war eine dänische Curlerin. 
Ihr internationales Debüt hatte Pörtner bei der Juniorenweltmeisterschaft 1991 in Glasgow, sie blieb aber ohne Medaille. 1993 gewann sie bei der JWM in Grindelwald mit der Bronzemedaille ihr erstes Edelmetall. 
Pörtner spielte als Third der dänischen Mannschaft bei den XVIII. Olympischen Winterspielen in Nagano im Curling. Die Mannschaft gewann die olympische Silbermedaille nach einer 5:7-Niederlage im Finale gegen Kanada um Skip Sandra Schmirler.
Margit Pörtner starb im April 2017 im Alter von 45 Jahren an den Folgen einer Krebserkrankung.

## Erfolge
- Europameisterin 1994
- Juniorenweltmeisterin 1993
- 2. Platz Olympische Winterspiele 1998
- 2. Platz Weltmeisterschaft 1998
- 2. Platz Europameisterschaft 1997
- 3. Platz Weltmeisterschaft 1997